# 瓦尔特·恩德里齐
瓦尔特·恩德里齐（義大利語：Walter Endrizzi，1967年8月19日—），意大利男子田径运动员。他曾代表意大利参加2008年夏季残疾人奥林匹克运动会田径比赛，获得男子马拉松T46级铜牌。